# Projekt 2025

Logo Projektu 2025.

Projekt 2025, ve Spojených státech amerických také známý jako „2025 Presidential Transition Project“, je iniciativa koordinovaná konzervativním think tankem Heritage Foundation. Cílem iniciativy je propagovat a prosazovat konzervativní a pravicové politiky, které postupně změní federální vládu USA a konsolidují výkonnou moc pod Donaldem Trumpem, kterého chtěli prosadit ve volbách prezidenta roku 2024.
Cíle a implementační plány Projektu 2025 jsou popsány v devítisetstránkovém dokumentu Mandate for Leadership: The Conservative Promise. Projekt mj. počítá se sjednocením výkonné moci pod prezidentem, překlasifikováním tisíců vedoucích pozic ve federálních úřadech coby funkcionářů jmenovaných prezidentem, což by je přímo podřídilo prezidentovi. Podle autorů to povede k posílení efektivity a odstranění toho, čemu říkají „liberální byrokracie“. Dalším cílem iniciativy je změna společnosti rozsáhlejším zakotvením konzervativních křesťanských hodnot. Podle kritiků se návrhy Projektu 2025 vyznačují sklony k autoritářství, křesťanským nacionalismem a myšlenkami nadřazenosti bílé rasy. Experti na právo uvedli, že by návrhy vedly k podkopání právního státu (a principu „rule of law“), dělby moci, sekularizace (oddělení církve od státu) a občanských práv.
Podle amerických zákonů iniciativa nemůže postavit vlastního kandidáta do voleb, nicméně řada členů iniciativy byla spojována s Trumpem, nebo ho podpořila v jeho kandidatuře na prezidenta ve volbách v roce 2024. Organizace Heritage Foundation zaměstnávala několik osob napojených na Trumpa, včetně bývalých členů jeho prezidentského kabinetu. Návrhy Projektu 2025 se také do jisté míry překrývaly s volebním programem Agenda 47 pro Trumpovu kampaň ve volbách 2024, ale Trump opakovaně popřel jakékoli vazby.
Projekt řídí Paul Dans, republikán, který byl členem kabinetu Donalda Trumpa. Jedním z hlavních autorů dokumentu Mandate for Leadership byl Peter Navarro, republikánský ekonom. Dalším například republikán Stephen Miller, který měl na starost oblast imigrace. Oba sloužili v kabinetu Donalda Trumpa.
Poté, co byl v listopadu 2024 Donald Trump zvolen prezidentem vybral si do své nové administrativy několik autorů Projektu 2025. Do vedení Federální komunikační rady, která reguluje televizní a rozhlasové vysílání, vybral republikána Brendana Carra. Ten se v Projektu 2025 věnoval stejnému tématu. Další autor, Tom Homan, se podle prohlášení Trumpa měl stát „pohraničním carem“. Homan dříve vedl Imigrační a celní jednotky. Další autor, republikán Russell Vought, si měl zopakovat svou roli už z první Trumpovy administravy, kdy řídil rozpočet prezidentovy administrativy.

## Návrhy

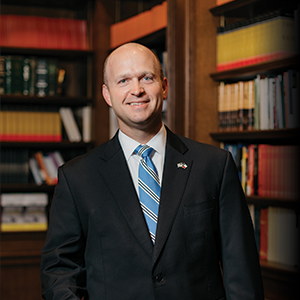
Kevin Roberts, předseda Heritage Foundation.

Základními myšlenkami Projektu 2025 jsou: návrat rodiny coby „základu amerického státu“, odbourání regulace a byrokracie, přísnější ochrana a uzavřenost národních hranic a suverenity a podpora konzervativního chápání svobody dané od Boha. Iniciativa také věří konspirační teorii o tzv. „kulturním marxismu“ a chce proti němu bojovat. Aktuální federální vládu USA chápe jako moloch, který brojí proti americkým občanům a konzervativním hodnotám, a ničí tím hodnoty svobody. Silný důraz je kladen na křesťanský život, přičemž Američané mají podle představ iniciativy žít v souladu s křesťanskou naukou a za smysl života považovat založení rodiny, plození dětí a setkávání se s rodinnými příslušníky. Autoři dále uvádějí, že USA jsou zaplaveny drogami a mladiství jsou vystaveni „toxické normalizaci“ transgender osob a drag queens. Současně řadu knih ve školních knihovnách označují za „pornografii“. Definice pornografického obsahu je ale předmětem kontroverzí.
Některé konkrétní návrhy:
- Iniciativa kritizuje Federální rezervní systém a chce, aby americký dolar byl kryt zlatem.
- Iniciativa chce zjednodušit daňový systém a přesunout se od daní z příjmu ke spotřebním daním. Současně chce snížit daň z příjmů právnických osob. Podle kritiků by návrhy vedly ke snížení daní pro vysokopříjmové skupiny a naopak k zatížení nízkopříjmových skupin.[18]
- Iniciativa uvádí, že jelikož je dle Bible neděle dnem odpočinku, měli by pracující Američané dostat za práci v neděli větší mzdu.
- Iniciativa chce ve všech veřejných školách zakázat vše, co považuje za „woke progresivistickou propagandu“. Současně chce snížit roli federální vlády ve veřejných školách a rozhodování přenést na školy a rodiče. Školství by bylo řešeno zcela na úrovni států. Stát by ovšem již neměl sledovat, jestli školy zajišťují rasovou paritu. Tj. by neměl sledovat, zda nevznikají segregované školy. Jako další opatření iniciativa navrhuje osekání programu dotování obědů pro chudé žáky. A je zásadně proti programům, jejichž cílem je prominout studentům jejich studentské půjčky.
- Iniciativa navrhuje snížení veřejného financování výzkumů, které podle nich nepřináší výsledky pro konzervativní potřeby občanů. Takto chtějí zásadně snížit financování klimatologických výzkumů, jelikož nevěří na klimatické změny.
- Iniciativa navrhuje zrušení zákonů přijatých prezidentem Bidenem v oblasti klimatické změny (opuštění opatření na snížení emisí skleníkových plynů, emisí oxidu uhličitého apod.). Dále snížení role Agentury pro ochranu životního prostředí a zrušení Národního úřadu pro oceán a atmosféru.
- Iniciativa navrhuje ihned po volbách propustit všechny vedoucí pracovníky Ministerstva zahraničí Spojených států amerických a jmenovat do vedení osoby loajální prezidentovi. Vedoucí pracovníky totiž považuje za levicové, a chce je nahradit pravicovými.
- Iniciativa uvádí, že veškerá zahraniční politika musí prioritizovat národní zájmy USA.
- Iniciativa chce posilovat roli rodiny a tradiční domácnosti.
- Iniciativa chce omezit federální zdravotní pojištění a obnovit dominanci soukromých zdravotních pojištění. Současně uvádí, že veřejné pojištění nemá hradit jakoukoli péči v oblasti tranzice transgender osob ani nouzovou antikoncepci.
- Iniciativa navrhuje reformu imigračních úřadů a posílení role úřadů ochrany hranic. Současně otevírá možnost privatizace některých služeb v oblasti imigrace.
- Iniciativa uvádí, že by se všechny bezpečnostní složky měly zapojit do zatýkání ilegálních migrantů v celých USA a ty následně deportovat.
- Iniciativa také požaduje zrušení manželství stejnopohlavních párů a odstranění veškerých opatření, která nyní chrání proti diskriminaci LGBT+ komunity. Současně požaduje propuštění úředníků, kteří byli zapojeni do propagace kritické rasové teorie.
- Iniciativa chce snížit financování pro veřejnoprávní média Public Broadcasting Service a National Public Radio.
- Iniciativa chce reformovat Ministerstvo spravedlnosti Spojených států amerických, které je podle nich „infikováno liberálními agendami“. Současně Federální úřad pro vyšetřování (FBI) má být podřízen prezidentovi.
- Iniciativa požaduje, aby byli okamžitě znovu přijati všichni státní zaměstnanci, kteří byli propuštění z důvodu, že se odmítli očkovat proti Covidu-19.
- Iniciativa doporučuje zakázat sociální síť TikTok, kterou podle ní Čína provádí špionáž.
- Iniciativa požaduje vyšší kriminalizaci pornografie.
- Iniciativa je proti potratům a uvádí, že život začíná početím. Zakázali by možnost posílat přípravky medikamentózní interrupce poštou.
- Iniciativa se staví proti jakýmkoli programům, které podle ní dotují, a tím podporují samoživitele. Kliniky by měly podle návrhu propagovat u svobodných matek důležitost manželství.
- Iniciativa by požadovala monopol na školní sexuální výchovu, kterou by vedla v konzervativních křesťanských hodnotách.